# Camponotus custodulus
Camponotus custodulus é uma espécie de inseto do gênero Camponotus, pertencente à família Formicidae.